# ماثيو نوريس
ماثيو نوريس (18 ديسمبر 1992 في جنوب أفريقيا - ) (بالإنجليزية: Matthew Norris)‏ هو لاعب كريكت جنوب أفريقي.

## وصلات خارجية
- ماثيو نوريس على موقع إي آس بي آن كريك إنفو (الإنجليزية)